# Vodikov fluorid
Vodikov fluorid je spojina vodika in fluora s kemijsko formulo HF. Je brezbarven plin ali tekočina in osnovna surovina za industrijsko proizvodnjo fluora in s tem predhodnik številnih spojin, vključno s farmacevtskimi proizvodi in polimeri, npr. teflonom. Njegova vodna raztopina je fluorovodikova kislina. HF se pogosto uporablja tudi v petrokemični industriji in je sestavina številnih superkislin. Njegovo vrelišče (19,5 °C) je blizu sobne temperature, medtem ko so drugi vodikovi halogenidi mnogo bolj hlapni in vrejo pri precej nižjih temperaturah. Za razliko od drugih vodikovih halogenidov je HF lažji od zraka in razmeroma hitro difundira skozi porozne snovi.
Vodikov fluorid je izredno nevaren plin, ki v stiku s tkivi tvori jedko in prodorno fluorovodikovo kislino. V plinastem stanju lahko zaradi hitrega uničenja roženice povzroči slepoto.
Odkritje vodikovega fluorida se pripisuje francoskemu kemiku Edmondu Frémyju (1814-1894), ki je poskušal izolirati fluor, čeprav je velike količine fluorovodikove kisline pripravil že Carl Wilhelm Scheele  leta 1771. Fluorovodikova kislina je bila v steklarski industriji znana že pred Frémyjevim odkritjem.

## Zgradba
Pri temperaturah okrog sobne temperature in nad njo je brezbarven plin. V trdnem stanju (zmrzne pri  −83.6 °C) tvori ortorombske kristale, zgrajene iz cikcakastih verig molekul HF. Razdalja med H in F v molekuli HF je 95 pm, razdalja med sosednjima molekulama pa 155 pm. Iz verig HF je sestavljen tudi tekoči HF, le da so verige krajše in v povprečju dolge pet do šest molekul.

## Vodikove vezi
Molekule HF so med seboj povezane z vodikovimi vezmi, zato je njegovo obnašanje bolj podobno obnašanju vode kot drugih vodikovih halogenidov, na primer HCl. Vodikove vezi povečajo njegovo viskoznost v tekoči fazi in znižajo pričakovani parni tlak v plinski fazi. Vodikov fluorid vre pri skoraj 20 °C, kar je mnogo višje kot drugi vodikovi halogenidi, ki vrejo med -85 in -35 °C. 
Vodikov fluorid se meša z vodo v vseh razmerjih, medtem ko je topnost drugih vodikovih halogenidov v vodi omejena. Z vodo tvori tudi več trdnih spojin, od katerih je najvidnejša spojina H2O·HF, ki zmrzne šele pri -40 °C, kar je  44 °C nad zmrziščem čistega HF.
| Podobnosti med HF in H2O |                                                                                       |
| graph showing trend-breaking water and HF boiling points: big jogs up versus a trend that is down with lower molecular weight for the other series members. | graph showing humps of melting temperature, most prominent is at HF 50% mole fraction |
| Vrelišča vodikovih halogenidov (modro) in halkogenidov (rdeče): HF in H2O se ne vkljapljata v njihove trende                                                | Tališča zmesi HF/H2O; puščice označujejo trdne spojine                                |

## Kislost
Razredčena fluorovodikova kislina je v primerjavi s klorovodikovo kislino šibka kislina, kar je delno posledica močne vezi H-F, delno pa posledica na primer tvorbe grozdov HF, H2O in anionov F-. Pri visokih koncentracijah se pojavi homoasociacija molekul HF, s katero nastanejo večatomski ioni, na primer HF−
2, ki močno povečajo njeno kislost. Homoasociacija v koncentriranih raztopinah povzroči pri mešanju z močnimi kislinami, na primer s klorovodikovo in žveplovo kislino, protoniranje slednjih. Fluorovodikova kislina je kljub temu, da se prišteva med šibke kisline, zelo jedka.
Kislost fluorovodikove kisline je zaradi vodikovih vezi zelo odvisna od njene koncentracije. Razredčene raztopine so šibko kisle s konstanto kisline Ka = 6.6×10−4 (ali pKa = 3,18). Kisline drugih vodikovih halogenidov so močne s Ka < 0. Meritve Hammetove funkcije kislosti H0 (dejanskega pH) kažejo, da so koncentrirane raztopine HF mnogo močnejše kot bi pričakovali. H0 100 % HF je ocenjana na −10,2 do −11. Žveplova kislina ima, za primerjavo, vrednost -12.
S termodinamskega stališča so raztopine HF zelo neidealne z aktivnostjo HF, ki narašča mnogo hitreje kot koncentracija. Šibko kislost v razredčenih raztopinah se včasih pripisuje visoki jakosti vezi H-F, ki skupaj z visoko topilno entalpijo HF prevlada bolj negativno hidratacijsko entalpijo fluoridnega iona. Giguère in Turrell sta po drugi strani z infrardečo spektroskopijo dokazala, da med topljenci prevladuje z vodikovo vezjo povezan ionski par [H3O+•F−], kar kaže, da se ionizacijo lahko opiše s parom zaporednih ravnotežij:
H2O + HF  ⇌ [H3O+•F−]
[H3O+•F−]  ⇌   H3O+ + F−
Prvo ravnotežje je pomaknjeno precej v desno (K >> 1), drugo pa v levo (K << 1), kar pomeni, da je HF močno dosociirana, vendar močno povezani ionski pari zmanjšajo termodinamsko aktivnost H3O+ ionov, tako da je raztopina dejansko manj kisla.
V koncentriranih raztopinah dodatni HF povzroči disociacijo ionskih parov in tvorbo z vodikovo vezjo povezanega hidrogendifluoridnega iona.:
[H3O+•F−] + HF ⇌  H3O+ + HF−
2.
Naraščanje vsebnosti prostih H3O+ ionov povzroči hitro povečanje kislosti, fluoridni ioni pa se zaradi močnih vodikovih vezi, ki HF pretvorijo v HF−
2, stabilizirajo, se pravi da postanejo manj bazični. Vzajemno delovanje kisline in njene lastne konjugirane baze se imenuje homoasociacija ali homokonjugacija. V 100 % fluorovodikovi kislini pride do samoionizacije
3 HF ⇌  H2F+ + HF−
2,
zaradi katere postane raztopina ekstremno kisla (H0 = −11).
Kislost brezvodnega HF se lahko še poveča z dodajanjem Lewisovih kislin, na primer SbF5, ki zniža H0 na -21.

## Topilo
Suh vodikov fluorid dobro topi nizko valentne kovinske fluoride in več molekularne fluoride. V njem se reverzibilno topijo tudi številni proteini in ogljikovi hidrati. Večina anorganskih nefluoridnih spojin se v njem ne topi ampak z njim reagira.

## Proizvodnja in uporaba
Vodikov fluorid se proizvaja z delovanjem žveplove kisline na rude, bogate z mineralom fluoritom. Nastaja tudi kot stranski produkt pri proizvodnji fosforjeve kisline iz različnih mineralov. 
Brezvodna spojina se uporablja bolj pogosto kot njegova vodna raztopina fluorovodikova kislina. Uporablja se kot katalizator v procesih alkiliranja v rafinerijah nafte. Z alkiliranjem se iz alkenov s tremi in štirimi C atomi in izobutana (2-metilpropan) proizvaja tako imenovani alkilat, ki je sestavina visokooktanskega bencina.
HF je reaktivno topilo pri elektrokemijskem fluoriranju organskih spojin. V teh procesih se HF oksidira v prisotnosti ogljikovodika, potem pa fluor zamenja vodik v vezi C-H, tako da nastane vez C-F. Na ta način se proizvajajo perfluorirane karboksilne kisline in sulfonske kisline.
Kot katalizator se uporablja tudi v večini naprav za proizvodnjo linearnih alkilbenzenov. Proces se začne z dehidrogeniranjem n-alkanov v alkene, ki nato reagirajo z benzenom s HF kot katalizatorjem. 
Elementarni fluor (F2) se proizvaja z elektrolizo raztopine HF in kalijevega bifluorida (K+[F-H-F]-). Kalijev bifluorid je potreben zato, ker brezvodni vodikov fluorid ne prevaja električnega toka. Na ta način se proizvede nekaj tisoč ton fluora letno.
Alkil kloridi (ROCl) in kislinski anhidridi (R1-CO-O-CO-R2) reagirajo z vodikovim fluoridom v alkil fluoride (RCOF).
HF se pogosto uporablja v palinologiji za odstranjevanje silikatnih mineralov, za ekstrakcijo cist dinoflagelatov, akritarhov in hitinozoj.
1,1-difluoroetan se proizvaja z adicijo vodikovega fluorida na acetilen z živim srebrom kot katalizatorjem:
HC≡CH + 2 HF → CH3CHF2
Vmesni produkt je vinil fluorid, monomer za sintezo polivinil fluorida.

## Vpliv na zdravje
HF se v stiku z vlago, tudi tisto v tkivih, takoj pretvori v fluorovodikovo kislino, ki je izredno jedka in strupena in zahteva takojšnjo zdravniško pomoč.
Vdihavanje večjih količin vodikovega fluorida ali kombinacija manjših količin in stika s kožo lahko povzroči smrt zaradi srčne aritmije ali pljučnega edema.